# Acanthoscelidius ilex
Espèce
Acanthoscelidius ilex est une espèce d'insectes appartenant à la famille des Curculionidae.